# Gospa iz Brugesa
Gospa iz Brugesa je mramorna skulptura Djevice Marije s djetetom Isusom Michelangela, jednog od najvećih umjetnika visoke renesanse.

## Povijest
Čovjek koji će kasnije postati papa, Pio III., naručio je od Michelangela 1501. godine skup od 15 skulptura za Siensku katedralu. Michelangelo je prihvatio, ali je ubrzo počeo raspravljati s povjerenikom i nikad nije završio zadatak. Gospa iz Brugesa, visoka točno 2 metra, bila je jedna od tih skulptura, završena 1504. godine. Kupio ju je trgovac Jan van Moeskroen iz flamanskog grada Brugesa za 4.000 florina, a njegova obitelj ju je darovala gradu Brugesu u 1516. godine. To je jedino Michelangelovo djelo koje je ikada došlo na sjeverozapad Europe.
Skulptura je od tada uklonjena dva puta iz Belgije. Prvi put je bio 1794. godine, nakon što su francuski revolucionari osvojili Austrijsku Nizozemsku tijekom Francuskih revolucionarnih ratova. Tada je naređeno građanima Bruggea da ovu i nekoliko drugih vrijednih umjetničkih djela otpreme u Pariz. Skulptura je vraćena nakon Napoleonova konačnog poraza kod Waterlooa 1815. godine. Drugo uklanjanje se dogodilo 1944. godine, za vrijeme Drugog svjetskog rata, tijekom povlačenja njemačkih vojnika koji su prokrijumčarili skulpturu u Njemačku obavijenu madracima u kamionu Crvenog križa. Otkrivena je godinu dana kasnije u Altausseeu u Austriji i opet je vraćena. Ovaj događaj je okosnica na kojoj se temelji film „Odred za baštinu” Georgea Clooneya iz 2014. god.
Nakon napada na Michelangelovu Pietu 1972. godine, skulptura je zaštićena neprobojnim staklom. Godišnje je obiđe oko 300.000 posjetitelja.

## Odlike
Michelangelov prikaz „Bogorodice s Djetetom” znatno se razlikuje od ranijih prikaza s istom temom, koji obično imaju pobožnu Djevicu koja se smiješi dolje na novorođenče koje je u naručju. Umjesto toga, Isus stoji uspravno, gotovo nepodržan samo labavo vezan Marijinom lijevom stranom, a čini se da je na skoro korak udaljen od svoje majke, okrenut prema svijetu. Također, Marija ne drži svog sina te ga čak i ne gleda, nego gleda u daljinu, kao da već zna što će biti njegova sudbina. Smatra se da je rad izvorno trebao biti oltarni ukras. Ako je to tako, onda bi bila postavljena okrenut malo udesno tako da Isus gleda dolje ispred oltara.
Gospa sjedi uspravno, kao da je na prijestolju. Dvije figure lice su okrenute ravno naprijed. Prema drevnoj kršćanskoj ikonografiji, dijete je smješteno ispred majčine utrobe kako bi se izazvala svoja titula kao Mater Dei, Majke Božje. Kako je Gospa ustoličena na visini, tradicija drži da ona utjelovljuje sjedište mudrosti, Sede Sapientiae. Božanska Mudrost Božja bila je omiljena tema renesansnog kršćanstva. 
Ovo djelo dijeli određene sličnosti s Michelangelovom Pietom, koja je završena neposredno prije, uglavnom u kjaroskuro uzorku i kretanju draperije. Dugo, ovalno lice Marije također podsjeća na Pietu.